# Yakov Soroker
Yakov Soroker (russisch Яков Львович Сорокер Jakow Lwowitsch Soroker, hebräisch יעקב סורוקר; * 4. Mai 1920 in Bessarabien; † 6. März 1995 in Jerusalem) war ein sowjetisch-israelischer Geiger und Musikwissenschaftler.
Soroker studierte zunächst in Chișinău, dann am Moskauer Konservatorium bei David Oistrach. 1955 schloss er das Studium mit einer Dissertation über Beethovens Violinsonaten ab. Von 1962 bis 1986 unterrichtete er Musikgeschichte und -theorie am Pädagogischen Institut in Drohobytsch. Er veröffentlichte zahlreiche Monographien und Artikel u. a. über Beethoven und Sergei Prokofjew und die Geiger Joseph Szigeti, Michael Goldstein und David Oistrach. Ab 1976 lebte er in Jerusalem.